# Muus Glacier
Muus Glacier är en glaciär i Antarktis. Den ligger i Västantarktis. Argentina, Chile och Storbritannien gör anspråk på området. Muus Glacier ligger 448 meter över havet.
Terrängen runt Muus Glacier är kuperad. Trakten är obefolkad. Det finns inga samhällen i närheten.